# Artjom Wladimirowitsch Schmurko
Artjom Wladimirowitsch Schmurko (russisch Артём Владимирович Жмурко; * 3. Oktober 1985 in Polyssajewo, Oblast Kemerowo) ist ein ehemaliger russischer Skilangläufer.

## Werdegang
Schmurko nahm von 2007 bis 2017 vorwiegend am Eastern-Europe-Cup teil. Dabei startete er erstmals im Dezember 2007 in Krasnogorsk und belegte den zehnten Platz über 15 km klassisch. Seinen ersten internationalen Erfolg hatte er im Februar 2009 bei der Winter-Universiade 2009 in Yabuli. Dort gewann er die Goldmedaille im 30-km-Massenstartrennen. Mitte Januar 2010 lief er in Otepää sein erstes Weltcuprennen, welches er auf dem neunten Platz über 15 km klassisch beendete. Eine Woche später holte er im Skiathlon in Rybinsk seinen einzigen Weltcupsieg. Im folgenden Monat gewann er ebenfalls in Rybinsk über 30 km klassisch sein erstes Rennen im Eastern-Europe-Cup. Zum Saisonende wurde er Achter im Skiathlon in Lahti und kam beim Weltcupfinale in Falun auf den 15. Platz. Er belegte damit den 33. Platz im Gesamtweltcup und den 19. Rang im Distanzweltcup. Zu Beginn der Saison 2010/11 holte er in Krasnogorsk über 15 km klassisch seinen zweiten Sieg im Eastern-Europe-Cup. Es folgten in der Saison zwei Weltcupteilnahmen, welches er mit dem Platzierungen 42 und 27 beendete. Bei seinem letzten Weltcupstart, der Tour de Ski 2012/13, errang er den 60. Platz. In der Saison 2015/16 kam er im Eastern-Europe-Cup viermal unter die ersten Zehn, darunter zwei dritte Plätze in Werschina Tjoi über 10 km klassisch und über 15 km Freistil. Die Saison beendete er auf dem neunten Platz in der Gesamtwertung.

## Erfolge

### Weltcupsiege im Einzel
| Nr. | Datum           | Ort     | Disziplin       |
| --- | --------------- | ------- | --------------- |
| 1.  | 23. Januar 2010 | Rybinsk | 30 km Skiathlon |

### Siege bei Continental-Cup-Rennen
| Nr. | Datum             | Ort         | Disziplin       | Serie              |
| --- | ----------------- | ----------- | --------------- | ------------------ |
| 1.  | 18. Februar 2010  | Rybinsk     | 30 km klassisch | Eastern Europe Cup |
| 2.  | 25. Dezember 2010 | Krasnogorsk | 15 km klassisch | Eastern Europe Cup |